# Valse brillante
Pour plus de détails, voir Fiche technique et Distribution.
Valse brillante est un film français réalisé par Jean Boyer et sorti en 1949.

## Synopsis
Martha est une grande chanteuse entourée de nombreux admirateurs qui sont tous victimes de mystérieux agresseurs. Afin de préserver ceux-ci, elle fait appel à un chanteur qui lui est recommandé par son manager...

## Fiche technique
- Réalisation : Jean Boyer
- Scénario : Gérard Carlier, Herbert Victor
- Assistant à la réalisation : Jacques Loew
- Décors : Lucien Aguettand
- Costumes : Georges Annenkov
- Photographie : Léonce-Henri Burel
- Musique : Wolfgang Amadeus Mozart, Giuseppe Verdi, Louiguy, Norbert Glanzberg, Roger Lucchesi
- Montage : Fanchette Mazin
- Son : Antoine Petitjean
- Production : Robert Tarcali & Vox Films
- Pays :  France
- Format :  Son mono - Noir et blanc - 35 mm  - 1,37:1
- Genre : Film policier et musical
- Durée : 96 minutes
- Date de sortie : 
  - France - 02 décembre 1949
- Visa d'exploitation : 8298

## Distribution
- Marta Eggerth (Marta Vassary)
- Jan Kiepura (Jean Kovalski)
- Lucien Baroux (imprésario Dubost)
- Arlette Merry (Lolita)
- Roger Tréville (Hubert de Tifanges)
- Jean Hébey (dir.)
- Pierre Destailles (gangster mélomane)
- Léon Berton (Paulo)
- Joe Davray
- Les Petits Chanteurs à la croix de bois
- Jacques Mercier (liftier)
- Bob Ingarao (pochards)
- Jacques Beauvais (maître hôtel)
- Janine Clairville
- Annie Avril